# بيريا (قرية)
بيريا كانت قرية فلسطينية بُنيت بالحجارة تبعد 1.5 كيلومتر شمال شرق مدينة صفد. تقع القرية على المنحدر الجنوبي من تل مرتفع يطل على مدينة صفد من الجهة الجنوبية، وتقابل جبل الجرمق من الجهة الغربية. في أسفل المنحدر يوجد وادي عميق. تم فصلها عن صفد عن طريق الأراضي الزراعية التي تم فتحها بواسطة طريق سريع. بُنيت قرية بيريا في موقع قرية «بيرال» الرومانية أو «بن»، والتي كانت أيضًا مدينة يهودية خلال القرن الأول الميلادي
في عام 1596، كانت بريية قرية تابعة للواء صفد ودفعت الضرائب على عدد من المحاصيل، بما في ذلك القمح والشعير والزيتون، وكذلك على أنواع أخرى من المنتجات والممتلكات، مثل الماعز وخلايا النحل ومزارع الكروم والصحافة التي استخدمت لمعالجة الزيتون أو العنب يلومتراً.كان يعمل أغلب سكان القرية في حرفة الزراعة ،و يحصلون على المياه اللازمة من الينابيع الجارية

## استيطان ما قبل الاحتلال
أقيمت مستوطنة يهودية بنفس اسم القرية (بيريا) على أرض القرية عام 1945 ، وفي 5 مارس آذار عام 1946 ، اُعتقل عدد من المستوطنين من قِبل القوات البريطانية بعد العثور على أسلحة في حوزة المستوطنين ، انضم 3000 مستوطن آخر لإقامة مستوطنة أخرى بعد 10 أيام من أحداث الاعتقال ، تصادمت القوات البريطانية معهم مما ادى الى تخليهم عن المستوطنة ، وأفرج عن المستوطنين اللذين سبق اعتقالهم ، وفي 7 يونيو حزيران 1946 تم اخلاء المستوطنة

## احتلال القرية
قبل السيطرة على بيريا ، و في 7 ابريل (نيسان) 1948 جرت اشتباكات بجاور القرية بالقرب من جبل كنعان و قُتل 20 شخص ونٌشر الخبر على صحيفة نيويورك تايمز ،وفي 1 مايو (أيار)1948 وقبل الهجوم على صفد ، تم الهجوم على قريتي عين الزيتون و بيريا التي استولت عليها فرقة تابعة للبلماخ التابع للهاغاناه 
في أعقاب النكبة ، سبتمبر أيلول 1948 ، أصبحت في حوزة أحد الكيبوتس ، اليوم يُقدر عدد المنازل المتبقية المأهولة بالمستوطنين في مستعمرة بيريا ب15 منزلًا مقام على انقاض القرية المهجرة ، كما يوجد 4 منازل شبه مهجورة 

## وصلات خارجية
- بيريّا بكم
- بيريا من مركز خليل سكاكيني الثقافي